# 刀安仁

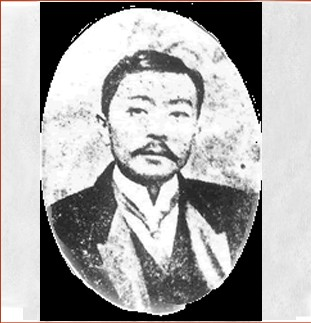
刀安仁

刀安仁（1872年—1913年），又名郗安仁，字沛生，中國雲南德宏盈江新城人，傣族，第二十二代干崖土司，清末民初革命家。

## 生平
1906年，刀安仁在日本東京加入中國同盟會，1908年回到干崖，組織同盟會支部，兩次起義。之後受人誣陷，在南京被捕，雖經孫中山、黃興等人營救出獄，但從此臥病不起，1913年病逝北京。
刀安仁长子刀京版承袭土司职，为第二十三代干崖土司。

## 延伸阅读
- 曹成章，2010，民主革命先驅刀安仁。中國社科
- 谢本书，1993，孙中山与刀安仁。云南民族学院学报(哲学社会科学版)
- 谢本书，2008，刀安仁——近代土司的杰出代表年。德宏师范高等专科学校学报
- 李傣静，2009，刀安仁教育思想刍议。 德宏师范高等专科学校学报
- 王莹，2010，刀安仁蒙冤入狱始末探究。科技信息
- 李泰清，2010，光荣的游历——游历对刀安仁投身民主革命的影响。德宏师范高等专科学校学报
- 刀安禄、杨永生，1984，刀安仁年谱: 1872-1913年。德宏民族出版社
- 邓沛，2009，刀安仁:从封建土司到民主革命家。文史春秋
- 王度，刀安仁傳
- 刀安仁与近代德宏傣族社会